# Fama volat

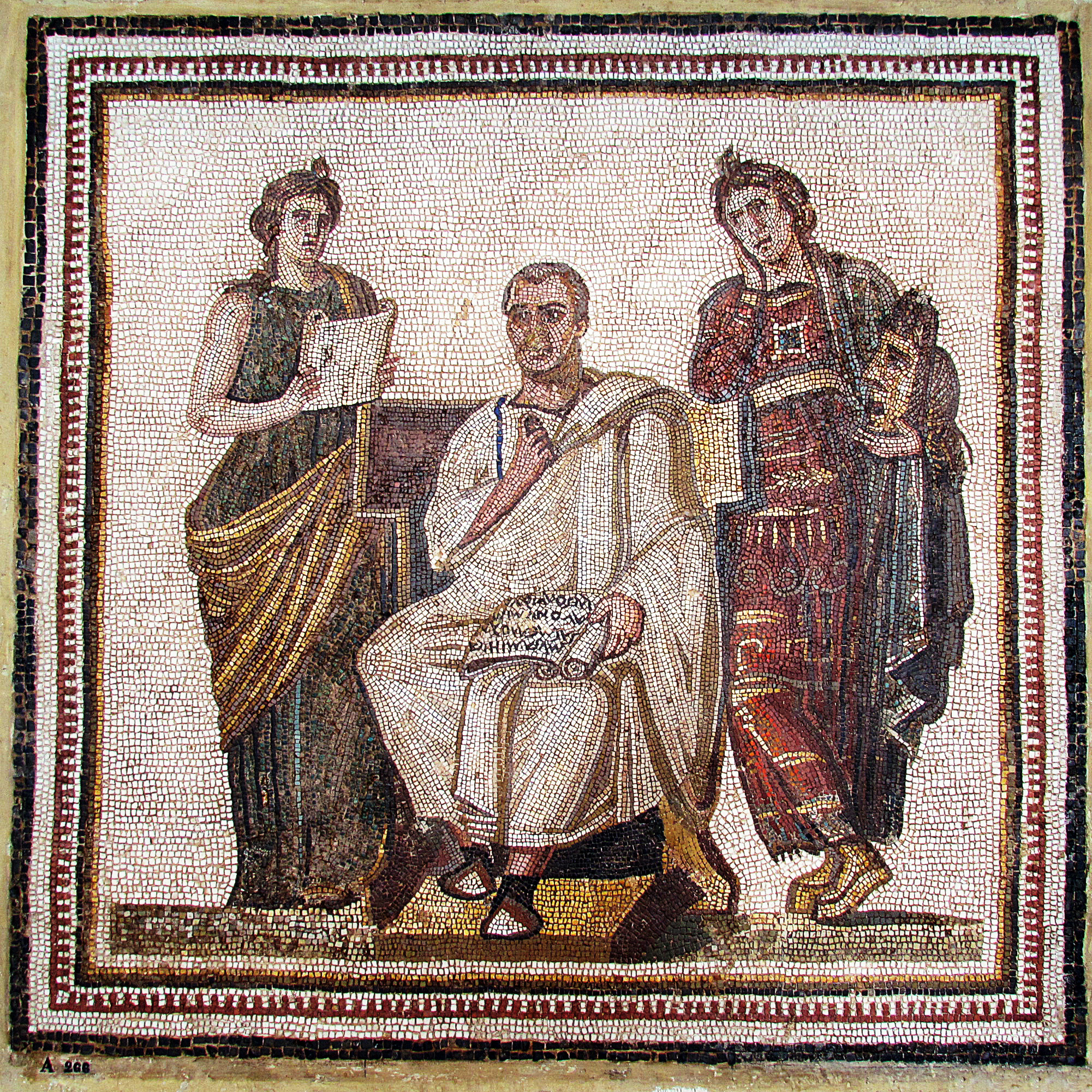
Virgilio con lEneide tra Clio e Melpomene (Museo nazionale del Bardo, Tunisi)

La locuzione latina Fama volat, tradotta letteralmente, significa la fama [la notizia] vola. (Virgilio, Eneide, III, 121).
La massima enuncia un principio valido ancora oggi, che il passaparola è un metodo molto efficace nel trasmettere le notizie.

Ce lo ricorda anche Don Abbondio ne I promessi sposi di Alessandro Manzoni, quando, per diffondere qualche notizia senza sembrare di esserne l'autore, la racconta a Perpetua raccomandandole la massima segretezza.